# Corporate
Pour les articles homonymes, voir Corporate (homonymie).
Pour plus de détails, voir Fiche technique et Distribution.
Corporate est un film à suspense français coécrit et réalisé par Nicolas Silhol, sorti en 2017.

## Synopsis
Émilie Tesson-Hansen est une brillante et froide directrice du personnel chez Esen, un groupe industriel agro-alimentaire. Un jour, un cadre de l'entreprise souhaite la rencontrer, puis se donne la mort peu après au sein de l'entreprise. Une enquête est ouverte menée par une inspectrice du travail. Considérée comme fautive aux yeux de ses supérieurs hiérarchiques, Émilie décide, pour éviter la prison et sauver sa peau, de révéler à l'enquêtrice les méthodes de harcèlement pernicieux pratiquées chez Esen afin d'amener à la démission les personnes dont on souhaite se débarrasser.

## Fiche technique
- Titre : Corporate
- Réalisation : Nicolas Silhol
- Scénario : Nicolas Silhol et Nicolas Fleureau
- Musique : Alexandre Saada
- Montage : Florence Bresson
- Photographie : Nicolas Gaurin
- Décors : Sidney Dubois
- Costumes : Alice Cambournac
- Producteur : Jean-Christophe Reymond
- Production : Kazak Productions
  - Coproduction : Région Auvergne-Rhône-Alpes
  - Association : Cinémage 12, Cofinova 12
- Distribution : Indie Sales et Diaphana Distribution
- Pays :  France
- Durée : 95 minutes
- Date de sortie :
  - France : 5 avril 2017

## Distribution
- Céline Sallette : Émilie Tesson-Hansen, l'une des gestionnaires des ressources humaines de l'entreprise Esen
- Lambert Wilson : Stéphane Froncart, le DRH d'Esen
- Violaine Fumeau : Marie Borrel, l'inspectrice de travail
- Stéphane De Groodt : Vincent Philippon, un collègue d'Emilie
- Charlie Anson : Colin Hansen, le mari anglais d'Émilie
- Alice de Lencquesaing : Sophie Dubois, l'assistante d'Émilie
- Antoine Levannier : le substitut du procureur
- Camille Japy : Catherine Tremblay, une collègue
- Hyam Zaytoun : Patricia Suarez, l'assistante de Froncart
- Jacques Chambon : Le directeur juridique
- Arnaud Bedouët : Jean-Louis Maury, un cadre d'Esen mis au placard
- Xavier de Guillebon : Didier Dalmat, un autre cadre du service financier mis au placard
- Séverine Warneys : l'infirmière de l'entreprise
- David Sighicelli : le directeur général d'Esen
- Franck Adrien : le délégué syndical, membre du CHSCT
- Romain Sandère : le chef de chantier
- Nicky Marbot : le chef d'équipe
- Edith Saulnier : Juliette Dalmat, la fille de Didier
- Nathalie Sportiello : la directrice de la communication d'Esen
- Pierre-Loup Silhol : Léo Hansen, le petit garçon d'Émilie et de Colin
- Yun Lai : un homme d'affaires coréen
- Yannick Choirat : le manager du pôle financier ESEN

## Tournage
Le tournage s'est déroulé en février 2016, en majeure partie dans le Rhône à Lyon dans le quartier des Brotteaux (notamment au rez-de-chaussée et dans les escaliers du Lugdunum, le bâtiment qui abrite la DREAL), ainsi qu'à Chamonix en Haute-Savoie,.

## Autour du film
- Il s'agit du premier long métrage réalisé par Nicolas Silhol, mais il avait déjà dirigé Violaine Fumeau dans ses courts métrages précédents.
- L'affaire des suicides à France Télécom a inspiré au réalisateur le thème du film[3].

## Accueil

### Box-office
Cumulé en semaines d'exploitation:
| Pays ou région | Box-office      | Date d'arrêt du box-office | Nombre de semaines |
| -------------- | --------------- | -------------------------- | ------------------ |
| France         | 254 503 entrées | 14 juin 2017               | 10                 |

### Critiques
Yasmina Jaïdi souligne, à la sortie du film, dans son article 
Au-delà des clichés, le management « à la française », 
combien ce film noir
« révèle les ressorts d’un management par la peur » et « la violence cachée des « mobilités », des « évaluations », qui, sous couvert de rendre les pratiques de l’entreprise plus objectives et performantes, transforment la vie de certains en cauchemars »
.